# Bólido del Océano Atlántico

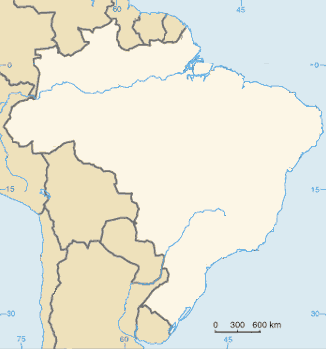
Impactó sobre el océano Atlántico a 1.000 kilómetros de la costa de Brasil.

Fue un impacto sucedido el 6 de febrero de 2016 a las 13:55, habiendo impactado un bólido de entre cinco y siete metros de diámetro en el aire sobre el océano Atlántico a 1.000 kilómetros de la costa de Brasil, pero pasó casi desapercibido. Al consumirse, la roca espacial liberó una energía equivalente a 13.000 toneladas de TNT.
La fuerza liberada convierte a esta bola de fuego en el evento más poderoso desde el bólido de Cheliábinsk. Sin embargo, su tamaño no fue tan grande como la bola de fuego de 18 metros de diámetro que en febrero de 2013, cayó en la ciudad rusa de Cheliábinsk e hirió a 1.500 personas.